# UAG-40
UAG-40 (УАГ-40) là loại súng phóng lựu tự động được phát triển bởi công ty ngoại thương GWTUP Belspetsvoentehnika của Belarus có trụ sở chính tại Ukraina và chính phủ tại đây có cổ phần đáng kể trong công ty này. Súng được bắt đầu đưa vào sản xuất năm 2010 bởi công ty cổ phần Leninska Kuznya. Được thiết kế để có thể chống lại hiệu quả các loại mục tiêu như bộ binh, xe bọc thép hạng nhẹ và các công sự với ý định sẽ được giới thiệu vào phục vụ trong các lực lượng quân sự để triển khai tại các vị trí chiến lược hay trên các xe bọc thép hoặc tàu không người lái.

## Thiết kế
UAG-40 sử dụng cơ chế nạp đạn blowback và bắn với khóa nòng mở. Súng được thiết kế để có thể được triển khai và mang theo bởi một người với trọng lượng của súng là 17 kg, tổng thể kể cả bệ chống ba chân trong khoảng không quá 31 kg chưa tính đạn. Việc này cho phép súng di chuyển vị trí một cách nhanh chóng trong các địa hình khác nhau. Để tăng độ chính xác bolt được gắn với một bộ phận giảm xóc với một lò xo phía sau để hấp thu lực giật khi nó di chuyển, đầu nòng súng có tích hợp bộ phận chống giật để giảm giật khi bắn.
Súng sử dụng loại lựu đạn 40 mm theo tiêu chuẩn của NATO, nạp đạn bằng dây đạn có thể gắn thùng đạn bên súng để bỏ dây đạn vào. Súng có hai chế độ bắn phát một và tự động. Cò súng và bolt có bộ phận khóa giúp chống lại việc vô tình khai hỏa khi bị rung lắc mạnh, rơi hay bị giật đột ngột từ bất kỳ phía nào. Súng có thể được điều chỉnh hướng bắn bởi hai tay cầm hai bên súng hay bằng một tay cầm và báng súng tì vào vai và để tiện cho xạ thủ tay cầm có thể gắn ngang hay dọc tùy ý. Bệ chống ba chân của súng gồm ba ống chân có thể điều chỉnh chiều dài.
Hệ thống nhắm cơ bản của súng là điểm ruồi và thước nhắm dạng thang nhưng cũng có thể gắn các hệ thống nhắm khác thích hợp hơn cho việc tác chiến.